# Blondes humides
 Pour plus de détails, voir Fiche technique et Distribution
Blondes humides  est un film pornographique français de Claude Pierson alias Paul Martin, sorti sur les écrans en 1978.

## Synopsis
Un patron obsédé cherche de vraies blondes.

## Fiche technique
- Titre : Blondes humides
- Réalisation : Claude Pierson (comme Paul Martin)
- Scénario :
- Photographie :
- Montage :
- Musique :
- Production :
- Sociétés de production :
- Distribution :
- Durée : 75 min
- Date de sortie : 21 juin 1978
- Pays :  France
- Genre : pornographie

## Distribution
- Brigitte Lahaie :
- Richard Allan :
- Valérie Martins
- Barbara Moose :
- Cathy Stewart :
- Cyril Val :
- Guy Royer :
- Charlie Schreiner :